# Fanon

Fanon

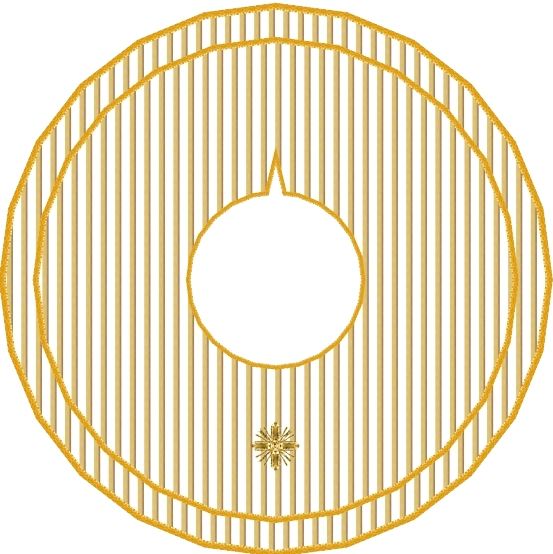
Fanon

Fanon (łac. fano) – jedwabna szata liturgiczna papieża, oraz na mocy szczególnego przywileju patriarchy Lizbony. 
Nazwa fanonu wywodzi się od pannusa (penos), ręcznie tkanej tkaniny.

## Opis
Szata ma kształt peleryny zakładanej przez głowę na ornat. Złożona jest z dwóch nałożonych na siebie mucetów zszytych przy otworze na szyję. Wzór stanowią biało-złote pasy. W części opadającej na piersi wyhaftowany jest równoramienny krzyż. Na fanon nakłada się paliusz.

## Historia
Pochodzenia fanonu można doszukiwać się w pozostałości po kapturze lub w nawiązaniu do żydowskiego efodu. Najstarsze wzmianki o jego użyciu sięgają VIII wieku. Zwano go wówczas anabolagium (anagolagium), choć w tym czasie nie był on jeszcze zarezerwowany wyłącznie dla papieża. Ograniczenie pojawiło się dopiero w chwili, gdy inni duchowni rzymscy zaczęli zakładać fanon pod albę zamiast na nią, czyli w czasie gdy wśród duchowieństwa powstał zwyczaj używania fanonu jako zwykłego humerału. Pod koniec XII w. fanon nosił jedynie papież. Szata była zwana wówczas jako orale. Nazwa fanon pojawiła się i utrwaliła w kolejnych wiekach.

## Inne znaczenie
Fanonem nazywane są również potocznie paski mitry.

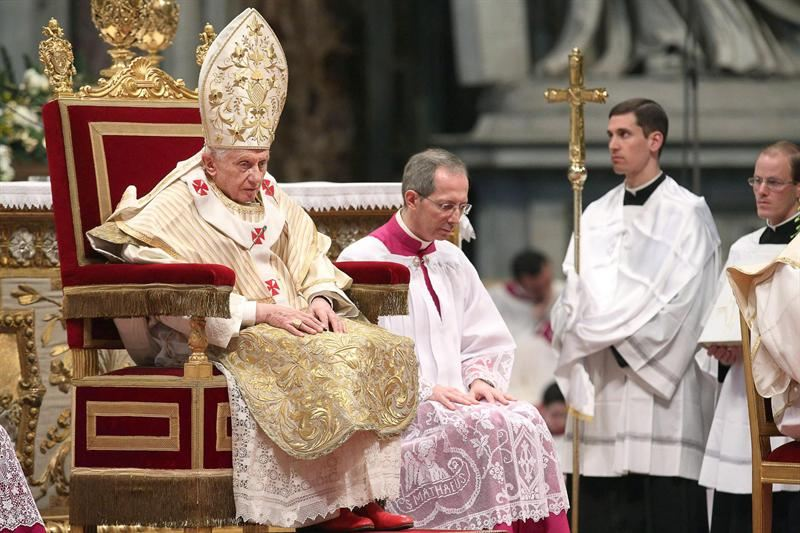
Papież Benedykt XVI w fanonie
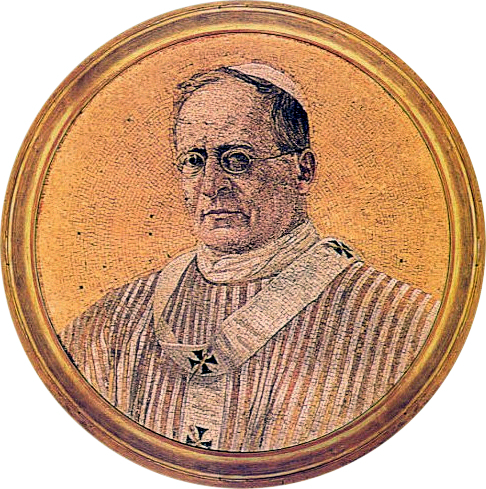
Pius XI w fanonie
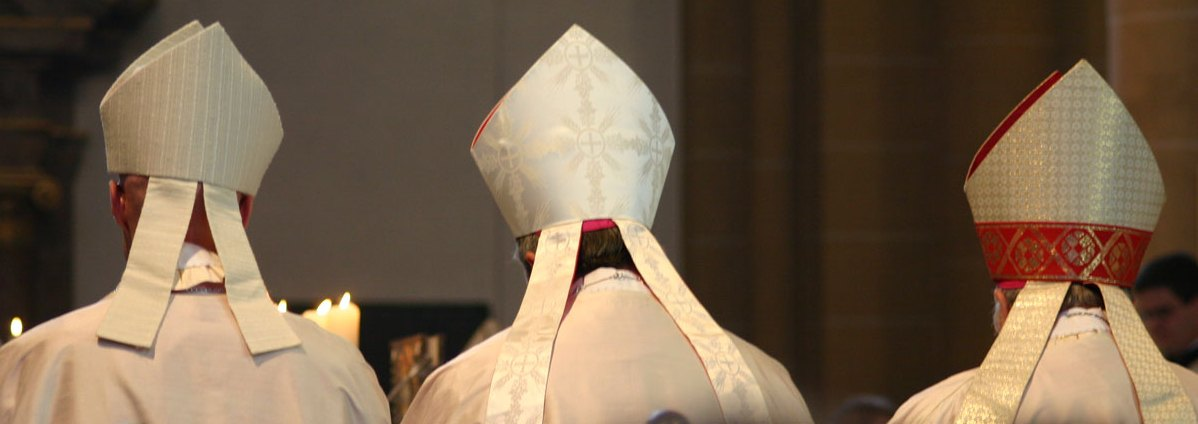
mitry z paskami